# فوسفوإينول بيروفات كربوكسيلاز
فوسفوإينول بيروفات كربوكسيلاز (أو فوسفوإينول حمض البيروفيك كاربوكسيلاز) (بالإنجليزية: Phosphoenolpyruvate carboxylase)‏ (المعروف أيضًا باسم PEP carboxylase ، أو PEPCase ، أو PEPC ؛ EC 4.1.1.31 ، PDB ID: 3ZGE) هو إنزيم في عائلة الكربوكسي لياز الموجودة في النباتات وبعض البكتيريا التي تحفز إضافة البيكربونات (HCO 3 - ) إلى فوسفوإينول حمض البيروفيك (بالإنجليزية: phosphoenolpyruvate)‏ (PEP) لتكوين حمض أكسالوأسيتيك (مركب رباعي الكربون) ومجموعة فوسفات غير عضوي حسب المعادلة التالية:
PEP + HCO3− → oxaloacetate + Pi
يستخدم هذا التفاعل لتثبيت الكربون في أيض حامض المخلدات CAM (استقلاب حمض C وكائنات C4 ، وكذلك لتنظيم التدفق خلال دورة حمض الستريك (المعروفة أيضًا باسم Krebs أو دورة TCA ) في البكتيريا والنباتات. حظيت بنية الإنزيم وآليته التحفيزية التي لا رجعة فيها المكونة من خطوتين بكمية وافرة من الدراسة، ولذا يعد فهمنا للعملية وافيًا. يتم تنظيم PEP carboxylase بدرجة عالية ، عن طريق الفسفرة والتمايز .
يوجد إنزيم PEP carboxylase في النباتات وبعض أنواع البكتيريا ، ولكن ليس في الفطريات أو الحيوانات (بما في ذلك البشر). تختلف الجينات بين الكائنات الحية ، ولكن يتم حفظها بشكل صارم حول المواقع النشطة والخيفية التي تمت مناقشتها في أقسام الآلية والتنظيم. كما يتم الحفاظ على البنية الثلاثية للإنزيم.
تتمثل الأدوار الثلاثة الأكثر أهمية التي يلعبها PEP carboxylase في استقلاب النباتات والبكتيريا في دورة C ودورة CAM وتدفق التخليق الحيوي لدورة حمض الستريك .
تتمثل الآلية الأساسية لاستيعاب ثاني أكسيد الكربون في النباتات في إنزيم روبيسكو ribulose-1،5-bisphosphate carboxylase / Oxygenase (المعروف اختصارا باسم RuBisCO ) ، والذي يضيف ثاني أكسيد الكربون إلى الريبولوز -1،5-ثنائي الفوسفات (سكر من خمس ذرات كربون) ، إلى تكوين جزيئين من 3-فوسفوجليسيرات (2 × 3 سكريات كربون). ومع ذلك ، في درجات الحرارة المرتفعة وتركيزات ثاني أكسيد الكربون المنخفضة ، يضيف RuBisCO الأكسجين بدلاً من ثاني أكسيد الكربون ، لتكوين منتج غير قابل للاستخدام جليكولات في عملية تسمى التنفس الضوئي . لمنع هذه العملية المهدرة ، تزيد النباتات من تركيز ثاني أكسيد الكربون المحلي في عملية تسمى تمثيل ضوئي رباعي الكربون. يلعب إنزيم PEP carboxylase الدور الرئيسي لربط ثاني أكسيد الكربون في شكل بيكربونات مع PEP لتكوين أوكسالأسيتات في أنسجة الميزوفيل . ثم يتم تحويل هذا مرة أخرى إلى البيروفات (من خلال حمض التفاح الذي يلعب دورا وسيطا) ، لإطلاق ثاني أكسيد الكربون في خلايا غلاف الحزمة الوعائية الأعمق داخل الورقة لتثبيت الكربون بواسطة RuBisCO ودورة كالفينبعيدا عن الأكسجين. يتم تحويل البيروفات مرة أخرى إلى PEP في خلايا الميزوفيل، وتبدأ الدورة مرة أخرى ، وبالتالي يتم ضخ ثاني أكسيد الكربون بنشاط.
الأهمية الحيوية الثانية لهذا الإنزيم (والمشابهة جدًا للأولى) هي في دورة CAM . هذه الدورة شائعة في الكائنات الحية التي تعيش في الموائل القاحلة. لا تستطيع النباتات تحمل فتح الثغور أثناء النهار لاستيعاب ثاني أكسيد الكربون ، لأنها ستفقد الكثير من الماء عن طريق النتح . بدلاً من ذلك ، تفتح الثغور ليلاً ، عندما يكون تبخر الماء في حده الأدنى ، وتأخذ ثاني أكسيد الكربون عن طريق تثبيته مع PEP لتكوين أوكسالأسيتات على الرغم من PEP carboxylase. يتم تحويل Oxaloacetate إلى malate بواسطة malate dehydrogenase ، ويتم تخزينها للاستخدام خلال النهار عندما يولد التفاعل المعتمد على الضوء طاقة (بشكل أساسي في شكل ATP ) وتقليل المكافئات مثل NADPH لتشغيل حلقة كالفن .
ثالثًا ، يعتبر PEP carboxylase مهمًا في مسارات التمثيل الغذائي غير الضوئية. يوضح الشكل 3 هذا التدفق الأيضي (وتنظيمه). على غرار بيروفات كربوكسيلاز ، يقوم PEP carboxylase بتجديد أوكسالأسيتات في دورة حمض الستريك. في نهاية تحلل السكر ، يتم تحويل PEP إلى بيروفات ، والذي يتم تحويله إلى أسيتيل أنزيم أ ( أسيتيل- CoA ) ، والذي يدخل دورة حمض الستريك عن طريق التفاعل مع أوكسالو أسيتات لتكوين سيترات . لزيادة التدفق خلال الدورة ، يتم تحويل بعض PEP إلى oxaloacetate بواسطة PEP carboxylase. نظرًا لأن المركبات الوسيطة لدورة حامض الستريك توفر مركزًا لعملية التمثيل الغذائي ، فإن زيادة التدفق أمر مهم للتخليق الحيوي للعديد من الجزيئات ، مثل الأحماض الأمينية على سبيل المثال.

## التنظيم

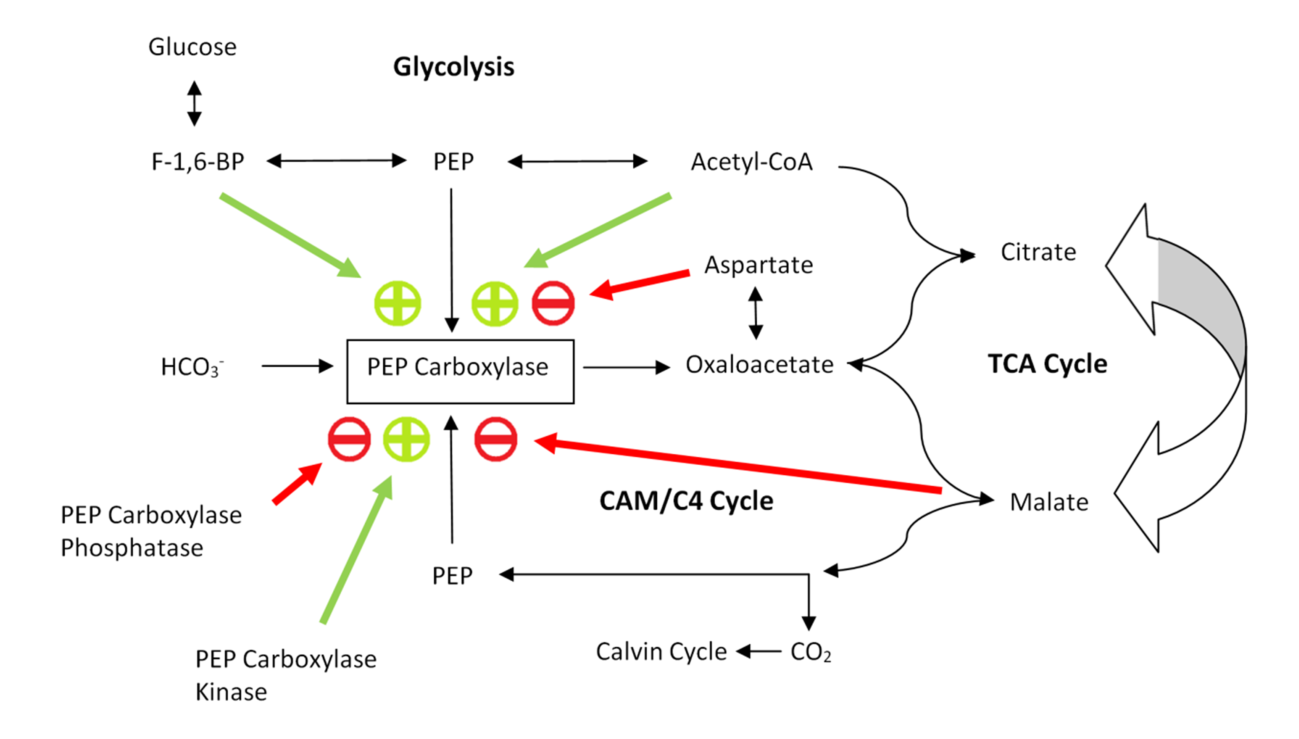
الشكل 3: مسارات تنظيم كربوكسيلاز Phosphoenolpyruvate (PEP)

يخضع PEP carboxylase بشكل أساسي لمستويين من التنظيم: الفسفرة والتلوث . يوضح الشكل 3 مخططًا للآلية التنظيمية.
تؤدي عملية الفسفرة بواسطة كيناز الإنزيم (بالإنجليزية: phosphoenolpyruvate carboxylase kinase)‏ إلى تشغيل الإنزيم، بينما يقوم الفوسفاتاز (بالإنجليزية: phosphoenolpyruvate carboxylase kinase phosphatase)‏ بايقاف تشغيله مرة أخرى. يتم تنظيم كل من الكيناز والفوسفاتاز عن طريق النسخ. يُعتقد أيضًا أن حمض التفاح يعمل كمثبط للتغذية المرتدة لمستويات تعبير كيناز، وكمحفز لتعبير الفوسفاتيز (النسخ). نظرًا لأنه يتم تحويل حمض الأكسالوأسيتيك إلى حمض التفاح (مالات) في الكائنات الحية التي تعمل بنظامي C4 وCAM، فإن التراكيز العالية من المالات تنشط التعبير عن الفوسفاتاز - يقوم الفوسفاتاز لاحقًا بإزالة الفسفوريلات وبالتالي يزيل نشاط PEP carboxylase، مما يؤدي إلى عدم تراكم المزيد من حمض الأكسالوأسيتيك وبالتالي لا مزيد من تحويل oxaloacetate إلى مالات. ومن ثم يتم تنظيم إنتاج المالات.
مثبطات الخيفي الرئيسية لإنزيم PEP carboxylase هي حمض التفاح الكربوكسيلي (وهو ضعيف) حمض الأسبارتيك (قوي). نظرًا لأن malate يتشكل في الخطوة التالية من دورات CAM و C بعد أن يحفز PEP carboxylase تكثيف CO 2 و PEP إلى oxaloacetate ، فإن هذا يعمل كمسار لتثبيط التغذية المرتدة. يمكن تحويل أوكسالو أسيتات وأسبارتات بسهولة من خلال آلية الترانساميناز ؛ وبالتالي فإن التراكيز العالية من الأسبارتات هي أيضًا مسار لتثبيط التغذية الراجعة لـ PEP carboxylase.
المنشطات الخيفية الرئيسية لـ PEP carboxylase هي acetyl-CoA  و fructose-1،6-bisphosphate (F-1،6-BP). كلا الجزيئين هما مؤشران على زيادة مستويات تحلل السكر ، وبالتالي مؤثرات موجبة للتغذية الأمامية لـ PEP carboxylase . إنها تشير إلى الحاجة إلى إنتاج أوكسالأسيتات للسماح بمزيد من التدفق خلال دورة حمض الستريك . بالإضافة إلى ذلك ، فإن زيادة تحلل السكر تعني توفر إمداد أعلى من PEP ، وبالتالي سعة تخزين أكبر لربط ثاني أكسيد الكربون في النقل إلى دورة كالفين . من الجدير بالذكر أيضًا أن المؤثرات السلبية الأسبارتات تتنافس مع المستجيب الإيجابي acetyl-CoA ، مما يشير إلى أنها تشترك في موقع ربط خيفي.
أظهرت الدراسات أن مكافئات الطاقة مثل AMP وADP وATP ليس لها تأثير كبير على PEP carboxylase.
تعتمد مقادير التآثير الخيفية لهذه الجزيئات المختلفة على نشاط PEP carboxylase على الكائنات الحية الفردية.